# Buzd
Buzd – wieś w Rumunii, w okręgu Sybin, w gminie Brateiu. W 2011 roku liczyła 1096 mieszkańców.